# سام بيرن
سام بيرن (بالإنجليزية: Sam Byrne)‏ (23 يوليو 1995 في جمهورية أيرلندا - ) هو لاعب كرة قدم أيرلندي في مركز الهجوم. شارك مع منتخب جمهورية أيرلندا تحت 19 سنة لكرة القدم ومنتخب جمهورية أيرلندا تحت 20 سنة لكرة القدم ومنتخب جمهورية أيرلندا تحت 21 سنة لكرة القدم. أما مع النوادي، فقد لعب مع مانشستر يونايتد ونادي إيفرتون ونادي كارلايل يونايتد.

## وصلات خارجية
- سام بيرن على موقع قاعدة بيانات كرة القدم.إي يو (الإنجليزية)
- سام بيرن على موقع Soccerbase.com (لاعب) (الإنجليزية)
- سام بيرن على موقع AS.com (الإسبانية)